# Bad Bocklet
Bad Bocklet es un municipio alemán, ubicado en el distrito de Bad Kissingen, en la región administrativa de Baja Franconia, en el Estado federado de Baviera. 
Se encuentra en un recodo del río Saale francónico en Franconia, a unos 10 km al norte de la capital del distrito Bad Kissingen. Por el norte, el municipio limita con el distrito de Rhön-Grabfeld.